# Psammisia citrina
Psammisia citrina är en ljungväxtart som beskrevs av J.L. Luteyn och D.S. Sylva S. Psammisia citrina ingår i släktet Psammisia och familjen ljungväxter. Inga underarter finns listade i Catalogue of Life.